# Акинфова, Надежда Сергеевна
Наде́жда Серге́евна А́нненкова, в первом браке Аки́нфова (1840— 25 мая 1891) — морганатическая супруга Николая Максимилиановича, 4-го герцога Лейхтенбергского. С 1879 года носила титул графини Богарне.

## Происхождение
Дочь коллежского секретаря, известного разгульным образом жизни и авантюризмом, Сергея Петровича Анненкова (1815— ?) и Екатерины Дмитриевны Шидловской (1818— ?). Бабушка Надежды, урождённая княжна Прозоровская, приходилась внучатой племянницей фельдмаршалу А. А. Прозоровскому.
В середине 1850-х годов московская квартира Анненковых в Калошином переулке, в доме Бове, была ежедневно посещаема, по утрам молодёжью. По словам современника, масса воздыхателей являлись на поклонение красоте дочерей хозяина, которых было пятеро. Старшая из них — Ольга (1833—1886), так и осталась незамужней, вторая Мария (1837—1924), фрейлина великой княгини Александры Иосифовны, увлекалась спиритизмом. В 1873 году вышла замуж за пожилого итальянского герцога Гаэтано де Феррари и уехала жить в Италию на озеро Гарда, где на острове Града, принадлежавшем семье де Феррари в 1890—1903 годах была построена вилла в венецианском неоготическом стиле. Третья Софья (1838— ?) была замечательной певицей, голос её был бы выдающимся и на большой сцене. Четвёртая — Надежда, стройная, и красивая, играла большую роль в свете, младшая Екатерина (1850— ?).

## Первый брак
В 1860 году дочь совершенно разорённого Анненкова, Надежда Сергеевна, вышла замуж за 19-летнего помещика В. Н. Акинфова (варианты написания: Акинфьев, Акинфиев), который жил в городе Покрове Владимирской губернии. Акинфов был богат, в 1866 году избран уездным предводителем дворянства. После рождения двух дочерей, она заскучала в провинции и переехала в Петербург, где начала блистать в свете.
Её муж приходился внучатым племянником А. М. Горчакову, с которым в Петербурге сошлась Надежда. Министр был старше её на 41 год, но при этом страстно был в неё влюблён. «Всесильная Надин» стала неофициальной хозяйкой в его доме. 14 февраля 1866 года министр внутренних дел Петр Валуев писал в дневнике: «Вечером был на рауте у кн. Горчакова. Гостей принимала г-жа Акинфова, и кн. Горчаков при входе дам, с нею незнакомых, говорил: „Моя племянница“. Дипломатические сердца тают. Кн. Горчаков не на шутку влюблен в свою племянницу».
...Она вертела, как хотела

Дипломатическим клубком...(Ф. Тютчев,  «Как летней иногда порою...»)
Считается, что благодаря ей муж получил в 1866 году придворное звание камер-юнкера. «Князь Горчаков походит на древних жрецов, которые золотили рога своих жертв», — писал по этому поводу Фёдор Тютчев — член дипломатического корпуса и друг Горчакова, который также был весьма увлечён Надеждой. Горчаков поселил Надин в своей служебной квартире, о чём Тютчев писал с неодобрением жене: «Никогда ещё не совершалось большей глупости с меньшим увлечением».

### Скандал
«Об амурах престарелого канцлера по городу ходили скабрезные рассказы», — писал современник. Но вскоре в Надежду влюбился член императорской семьи Николай Максимилианович, 4-й герцог Лейхтенбергский, бывший её 4 годами младше. (Его матерью была великая княжна Мария Николаевна, после свадьбы оставшаяся жить в России и пользовавшаяся огромным авторитетом в семье Романовых.)
Экштут посвятил данной любовной истории монографию, основанную на архивных материалах. «Роман Надежды Сергеевны и герцога показан автором через призму архивного дела, сохранившего донесения агента тайной полиции К. И. Романа, личности для русской литературы тоже небезызвестной: впоследствии Роман вел наблюдение за Герценом, Огарёвым, Бакуниным. За время слежки за „звёздной парой“ тайные агенты издержали сумму, в полтора раза превышавшую годовой бюджет Третьего отделения». Кроме того, он обнаружил в фондах ГАРФ целое собрание фотографий Акинфьевой, сохранившееся в личных альбомах Горчакова.

Казённая квартира Горчакова и Горный департамент Министерства финансов, где служил герцог Лейхтенбергский, располагались в одном и том же здании Генерального штаба. Это помогло четыре года скрывать связь между герцогом и красавицей. Но весной 1867 года Николай Максимилианович решил жениться, и Горчаков узнал о существовании соперника. Граф Валуев в марте 1867 года записал в дневнике:
В доме вице-канцлера разыгрывается драма. Его страсть к племяннице Акинфиевой в полном разгаре. Сыновья уезжают после разных неприятных объяснений и сцен. В то же самое время развивается или продолжается роман той же самой героини с герцогом Н. М. Лейхтенбергским. Весь город знает, что он хотел на ней жениться, что она сама предупредила о том государя в Летнем саду, что будто бы с неё взято обещание не ездить на выставку в Париж, где теперь находится герцог, но что в то же самое время она, по-видимому, с ним переписывается.
...Ваш дядя достославный, 

Хоть всю Европу переспорить мог,

Но уступил и он в борьбе неравной

И присмирел у Ваших ног
«В середине декабря 1867 года, Горчаков, якобы проявляя благородство, а на деле спасая честь мундира и карьеру, решил хлопотать об устройстве женитьбы герцога и Акинфовой, и в кабинете государя произошла стычка между канцлером и матерью герцога — вел. кн. Марией Николаевной, озабоченной судьбой сына. Она хотела быть уверена, что Горчаков женится на Акинфовой после её развода с внучатым племянником канцлера. Между тем герцог Лейхтенбергский продолжает ездить к Акинфовой». Герцог не выдавал своих планов, а Акинфову перестали приглашать во дворец.

Муж потребовал выплатить колоссальную сумму (120 000 руб.) и согласился на развод. Весной 1868 года удалось уговорить мужа принять на себя вину, подкупив двух свидетелей якобы совершенного им прелюбодеяния и начать бракоразводное дело в духовной консистории в Москве (по некоторым данным брак был расторгнут только в 1877 году). Но императорский двор активно сопротивлялся браку, надзирая за влюблёнными, и им пришлось пойти практически на побег за границу. Из дневника графа Валуева, 14 апреля 1868 года:
Герцог Лейтхенбергский уехал за границу, а г-жа Акинфиева в Москву. Они, вероятно, сговорились встретиться за границей, но ей секретно запрещено выдавать туда паспорт.
15 июня 1868 года Акинфовой, уже ожидавшей ребёнка, было всё-таки разрешено выехать за границу. А 23 июля того же года нелегально пересёк границу герцог Николай. Выезд был необходим, чтобы новорождённого записали как сына Николая, а не по законам Российской империи — как сына Акинфова. После этого пара несколько раз возвращалась в Петербург, где Надежду не принимало светское общество.

## Второй брак
В 1868 году у герцога и Надин родился сын. Брак они заключить не могли, так как император наложил негласное вето на процедуру развода, который тормозился всеми возможными способами.
Герцог Лейхтенбергский был вынужден навсегда покинуть Россию. Семья долго кочевала по Европе, пока Николай не стал наследником небольшого баварского поместья Штайн, получив его от своей тетки Амелии, императрицы Бразилии. 9 января 1878 году в Женеве Николай Максимилианович и Надин вступили в брак. Этот союз был признан законным лишь через 11 лет после начала мытарств — вскоре после смерти матери герцога — великой княгини Марии Николаевны, когда император, наконец, решил не мешать паре и разрешил развод.
Надежда Сергеевна указом императора Александра II в 1879 году получила титул графини Богарне. Также владели имением Сеон (Seeon), где похоронены их потомки. Их дети получили все майоратное имущество и титул герцога — благодаря личному обращению их отца к императору.
В Штайне Надежда Сергеевна не поменяла своих привычек и продолжала вести шикарный образ жизни. Праздники в её замке сменялись новыми пиршествами. В специальном салоне-вагоне она ездила за модными нарядами в Париж, где, по выражению современника, «франтила и задавала шику». Она посещала театры, выезжала с семьей в Женеву и Рим. По словам мемуаристки А. О. Смирновой, «русские путешественники, встречавшиеся с герцогом Николаем Максимилиановичем за границей, не считали для себя возможным общение ни с его женой, ни с его детьми». Только очень узкий круг друзей оставался ей верен. Последние годы жизни герцога средства семьи истощились. Через год после его смерти опекунам пришлось продать замки Штейн и Сеон.
Надежда Сергеевна скончалась от отека мозга через 5 месяцев после смерти мужа. Обоих похоронили в нижнем приделе Церкви Воскресения Христова, на ныне разрушенном кладбище Троице-Сергиевской пустыни под Петербургом. В 1990-е годы группа археологов во главе с Виктором Коренцвитом выполнила раскопки захоронений на территории существовавшего здесь до 1930-х годов некрополя. Тогда и были обнаружены сохранившиеся останки четы Лейхтенбергских, а также захоронение светлейшего князя А. М. Горчакова и членов его семьи. 7 октября 2011 г. в Троице-Сергиевой пустыни состоялось открытие надгробия князю Николаю Романовскому, герцогу Лейхтенбергскому, графу де Богарне, внуку императора Николая I и графине Надежде Сергеевне де Богарне (урождённой Анненковой). В церемонии приняли участие потомки герцогов Лейхтенбергских, приехавшие из зарубежья и потомки Марии Владимировны Алябьевой.

## «Акинфовский цикл» Тютчева
Традиционно считается, что в него входят три (или четыре) стихотворения (написаны в альбом и имеют достоверное посвящение):
альбомные:
- «Как летней иногда порою…» (1863) — написано от лица всего МИДа
- «Проходя свой путь по своду…» (1860-е) — написано от лица Горчакова, Тютчев его даже не подписал.
- «Велели Вы — хоть, может быть, и в шутку…» (5 июня 1865) — написано для альбома Акинфьевой по её настоятельной просьбе

плюс
- «Как ни бесилося злоречье…» (21 декабря 1865, предположительно)

Но Семён Экштут атрибутирует ещё несколько. В том числе:
- «Сентябрь холодный бушевал…» (1863?)
- «Нет, не могу я видеть Вас»… (5/17 февраля 1869)
- «Нам не дано предугадать, Как слово наше отзовется» (27 февраля 1869)
- «Когда она, при роковом сознаньи» (март 1869)
- «Две силы есть, две роковые силы…» (1869)

Научный редактор последнего научного тютчевского «Полного собрания стихотворений» Александр Аронович Николаев, однако, считает версию Экшута надуманной, и опровергает наличие подобного цикла.

## Надин и Толстой
По мнению исследователя Семёна Экштута, переживания Надежды очень были похожи на проблемы Элен Безуховой, героини романа Льва Толстого «Война и мир». Обе красавицы не могли решить, за кого выходить замуж при живом муже: за старика-вельможу или за иностранного принца, находящегося в родстве с царской фамилией. К Надежде можно применить эпитет «прототип»: известно, что Толстой знал о слухах об этом скандале и адюльтере.
Экштут указывает, что «скандальная связь Надин и непокорного герцога будоражила светское общество России девять лет. Во многом под её влиянием Толстой изменил негативное отношение к разводу, отражённое в „Войне и мире“, и создал образ Анны Карениной. В отличие от толстовской героини, Надин и её возлюбленный победили и общественные предрассудки, и волю государя».
Мать Надин была урождённая Шидловская; её бабушка Шидловская владела имением в Тульской губернии в котором Акинфова гостила накануне отъезда заграницу. Ей родней могла приходиться Вера Александровна Шидловская — тётка Софьи Андреевны Толстой (Берс) по матери, жена воронежского помещика Вячеслава Ивановича Шидловского.

## Дети
От первого брака имела дочерей, которые воспитывались бабушкой Екатериной Абрамовной Акинфьевой (1820—1888).
- Екатерина (1861— ?), в замужестве маркиза делли Альбицци; муж Федор Александрович делли Альбицци. Дети:
  - Георгий Федорович в 1919 ротмистр лейб-гв. Кирасирского Его Величества полка, начальник пулемётной команды в дивизионе своего полка, в 1920 г. командир Сводно-гвардейского эскадрона, полковник. Убит на Перекопе в апреле 1920 года.
  - Николай Федорович, ему «высочайше утверждённым Мнением Государственного Совета от 01.12.1902 года дозволено было присоединить к своей фамилии фамилию Акинфовов, с присвоенной сей последней фамилии гербом» (РГИА, ф.1343, оп.42, д.1[16], таким образом Николаю Федоровичу была присвоена двойная фамилия Альбицци-Акинфов[16]. В 1929—1939 годах с семьёй проживал в Канаде.
- Мария (1865—1932), замужем за коллежским асессором, чиновником по особым поручениям МВД, Борисом Ивановичем Алябьевым. В этом браке были рождены сыновья: Федор, Николай, Александр и дочь Мария. Поддержанная матерью она бросила мужа и детей, и жила отдельно от них[17]. Брак с Б. И. Алябьевым был расторгнут в 1908 году.

Николай Максимилианович и Надежда Сергеевна имели двух сыновей, рождённых до признания брака:
- герцог Николай (1868—1928), «воспитанник» герцога, восприемником которого стал чрезвычайный посол Российской империи в Швейцарии князь Михаил Александрович Горчаков, сын канцлера.
- герцог Георгий (1872—1929), «воспитанник» герцога.

По указу Александра III от 11 (23) ноября 1890 года воспитанникам его Императорского высочества князя Николая Максимилиановича Романовского, герцога Лейхтенбергского — Николаю и Георгию Николаевичам — предоставлено право пользоваться титулом герцогов Лейхтенбергских с наименованием светлости, совершенным отделением от императорской фамилии и внесением в родословные книги С.-Петербургской губернии; герб их — в XV части «Общего гербовника».